# Metropolitan Borough of St. Helens
St. Helens är ett storstadsdistrikt (kommun) i Merseyside i England,  Storbritannien. Distriktet har 184 728 invånare (2022).
Större orter är Haydock, Newton-le-Willows och St Helens (huvudort). Vissa delar av distriktet har civil parishes: Billinge Chapel End, Bold, Eccleston, Rainford, Rainhill, Seneley Green och Windle.